# Parachipteria agenjoi
Parachipteria agenjoi är en kvalsterart som först beskrevs av Pérez-Íñigo 1976.  Parachipteria agenjoi ingår i släktet Parachipteria och familjen Achipteriidae. Inga underarter finns listade i Catalogue of Life.